# 辛菲罗波尔
辛菲罗波尔（烏克蘭語：Сімферополь，羅馬化：Simferopol，發音：[sʲimfeˈrɔpɔlʲ] ⓘ，發音：[sʲɪmfʲɪˈropəlʲ]），位于克里米亚半岛中部，人口数量为340,540人（2021年），法理上是乌克兰克里米亚自治共和国的首府，辛菲罗波尔区的城市及其行政中心，但事实上是俄罗斯控制下的克里米亞共和國的直辖市及首府。

## 历史
克里米亚鞑靼人曾在辛菲罗波尔建立过一个名为“Aqmescit”（白色清真寺）的小镇。
1784年，叶卡捷琳娜大帝征服克里木半岛并将城市更名为辛菲罗波尔，在希腊语中意为“有用的城市”。在1854年至1856年的克里米亚战争中，俄军在辛菲罗波尔建立了储备和医院，超过30,000名俄罗斯士兵葬于城市郊区。
20世纪，辛菲罗波尔再次受到战争影响。在苏俄国内战争末期，白军首领彼得·尼古拉耶维奇·弗兰格尔的总部就位于辛菲罗波尔。1920年11月13日，红军攻占城市。1921年10月18日，辛菲罗波尔成为克里米亞蘇維埃社會主義自治共和國首府。
第二次世界大战期间，辛菲罗波尔被纳粹德国占领。德军在此进行了战争期间最大规模的屠杀之一，包括俄罗斯人、犹太人和吉普赛人在内的22,000名当地居民被害。1941年12月13日，奥托·奥伦多夫带领别动队，一次就杀害了至少14,300辛菲罗波尔人。
1944年4月，苏军收回辛菲罗波尔。5月18日，所有的克里米亚鞑靼人被强制流放到中亚和西伯利亚地区。
1954年4月26日，辛菲罗波尔连同整个克里米亚半岛（时为克里米亞州）一起被尼基塔·赫鲁晓夫从俄罗斯苏维埃联邦社会主义共和国划归到了乌克兰苏维埃社会主义共和国。
1991年苏联解体后，辛菲罗波尔成为乌克兰克里米亚自治共和国的首府。
2014年克里米亞危機中，俄罗斯派出无识别标识的俄军部队(小绿人)侵占了包括辛菲罗波尔在内的克里米亚各大城市。其后，辛菲罗波尔又成为在俄军举办的不受乌克兰和国际社会承认的“公投”中单方面宣布脱离乌克兰并加入俄罗斯联邦的克里米亚共和国的首府。

## 氣候
| 辛菲罗波尔          | 辛菲罗波尔 | 辛菲罗波尔 | 辛菲罗波尔 | 辛菲罗波尔 | 辛菲罗波尔 | 辛菲罗波尔 | 辛菲罗波尔 | 辛菲罗波尔 | 辛菲罗波尔 | 辛菲罗波尔 | 辛菲罗波尔 | 辛菲罗波尔 | 辛菲罗波尔 |
| 月份                | 1月        | 2月        | 3月        | 4月        | 5月        | 6月        | 7月        | 8月        | 9月        | 10月       | 11月       | 12月       | 全年       |
| ------------------- | ---------- | ---------- | ---------- | ---------- | ---------- | ---------- | ---------- | ---------- | ---------- | ---------- | ---------- | ---------- | ---------- |
| 平均降水量 mm（）   | 42 (1.7)   | 33 (1.3)   | 37 (1.5)   | 33 (1.3)   | 44 (1.7)   | 53 (2.1)   | 55 (2.2)   | 42 (1.7)   | 37 (1.5)   | 32 (1.3)   | 44 (1.7)   | 54 (2.1)   | 506 (19.9) |
| 来源：Pogoda.ru.net |            |            |            |            |            |            |            |            |            |            |            |            |            |

## 圖片

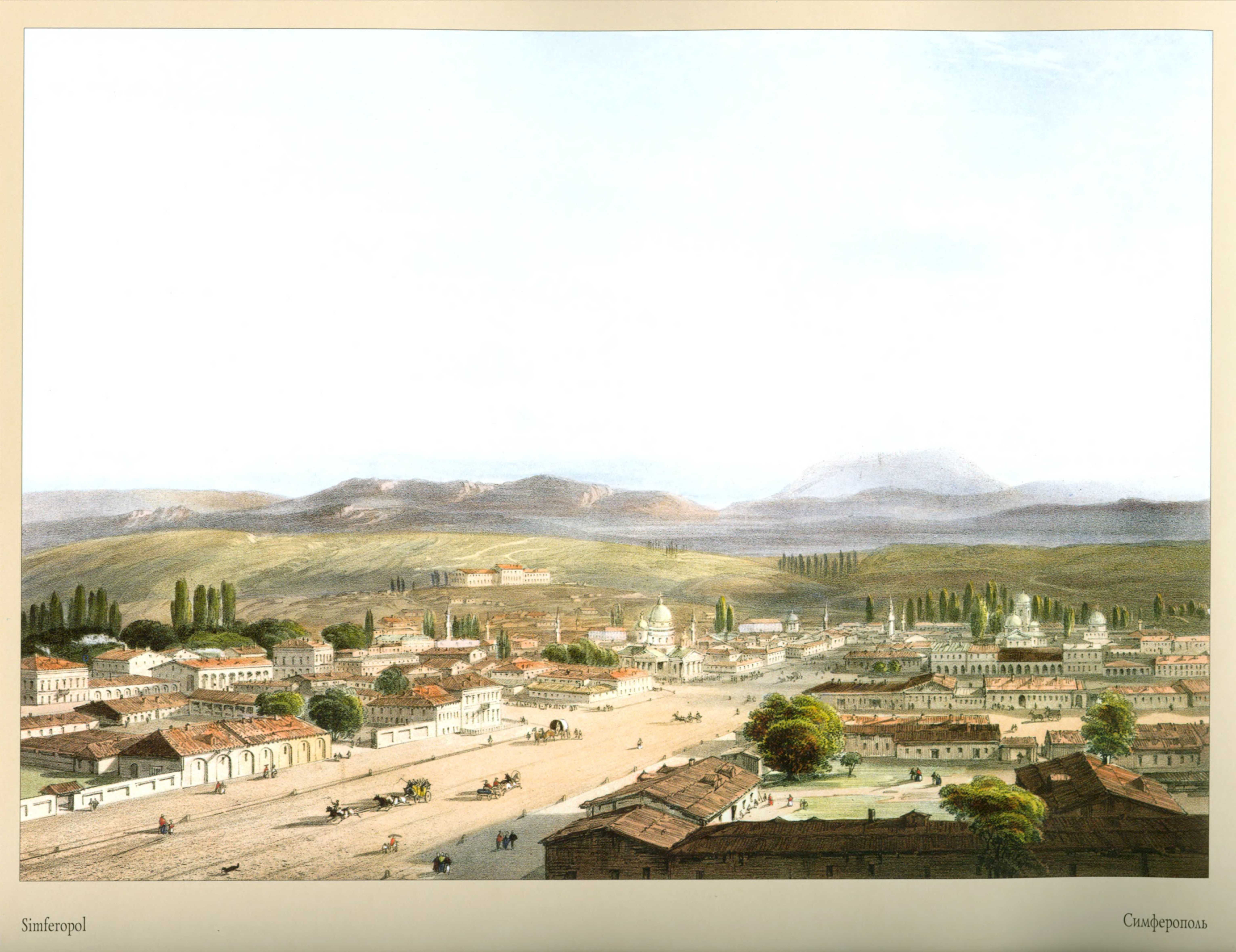
1856年的城市
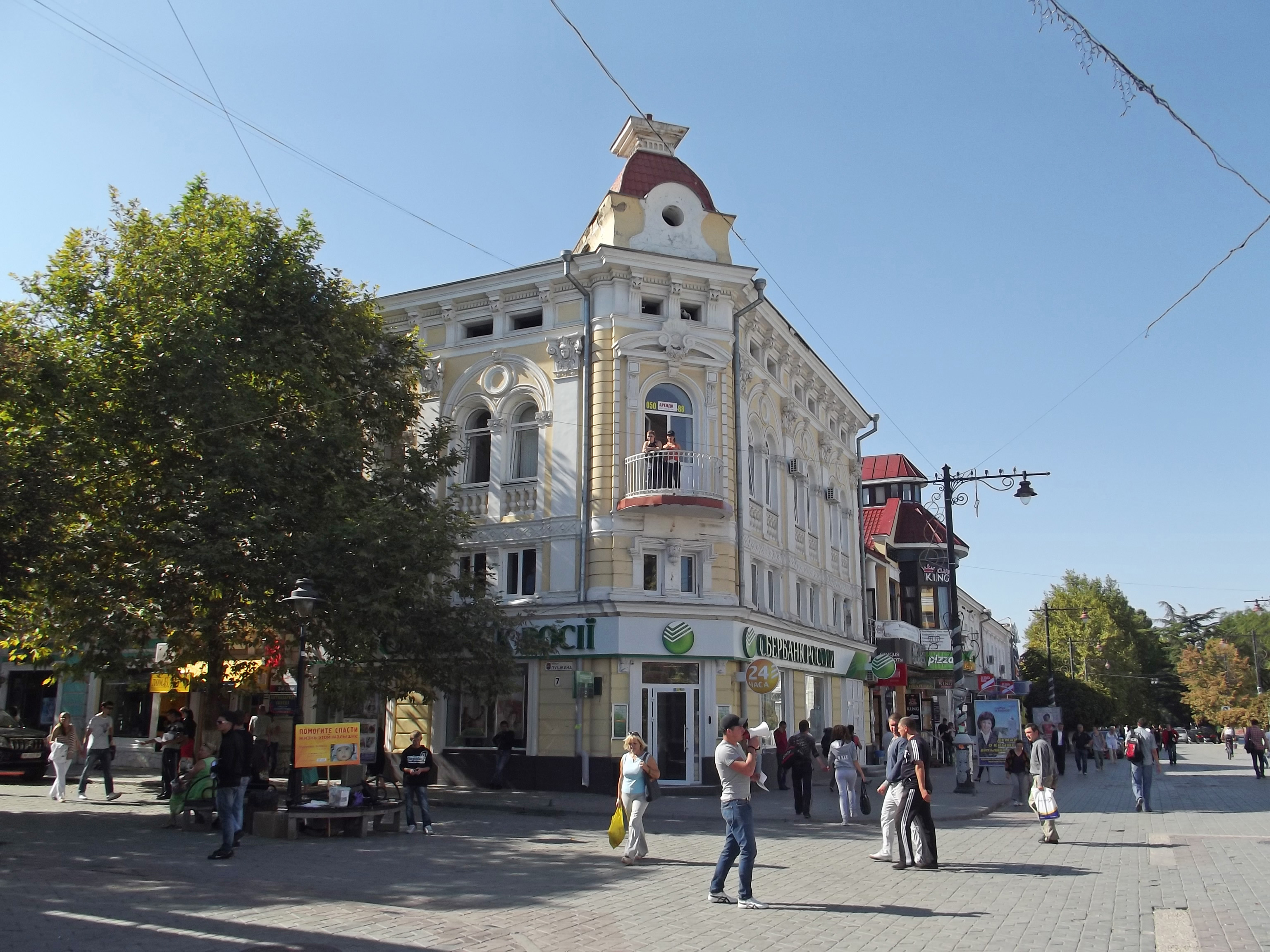
步行區，辛菲羅波爾
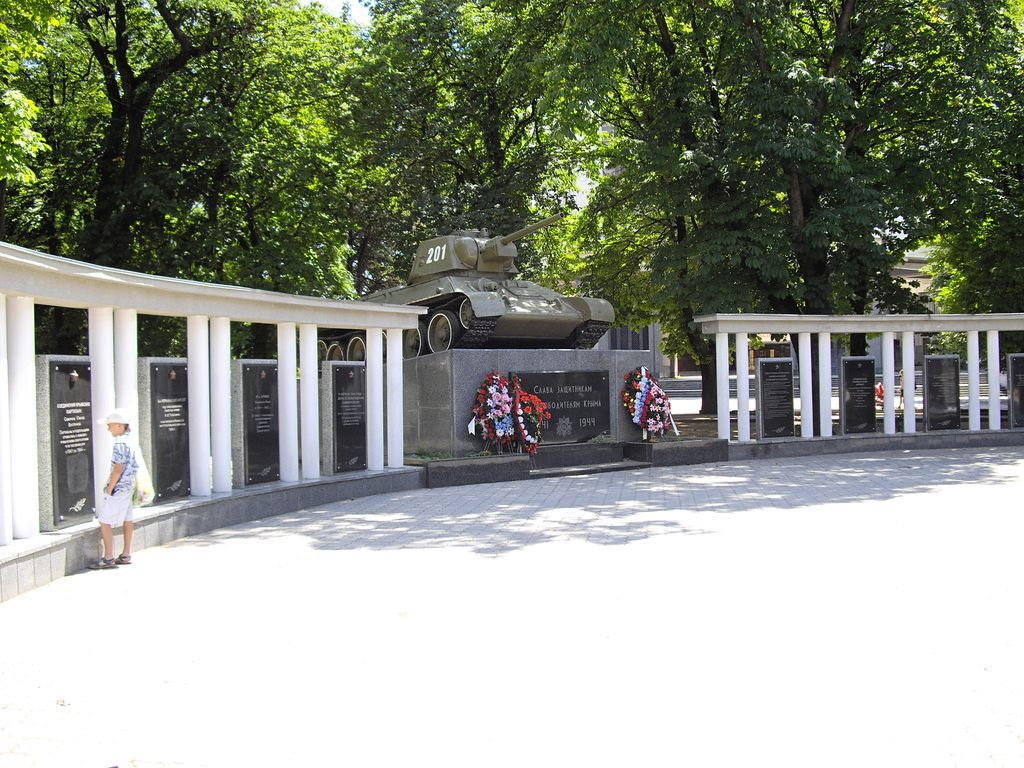
二戰紀念碑，T34坦克
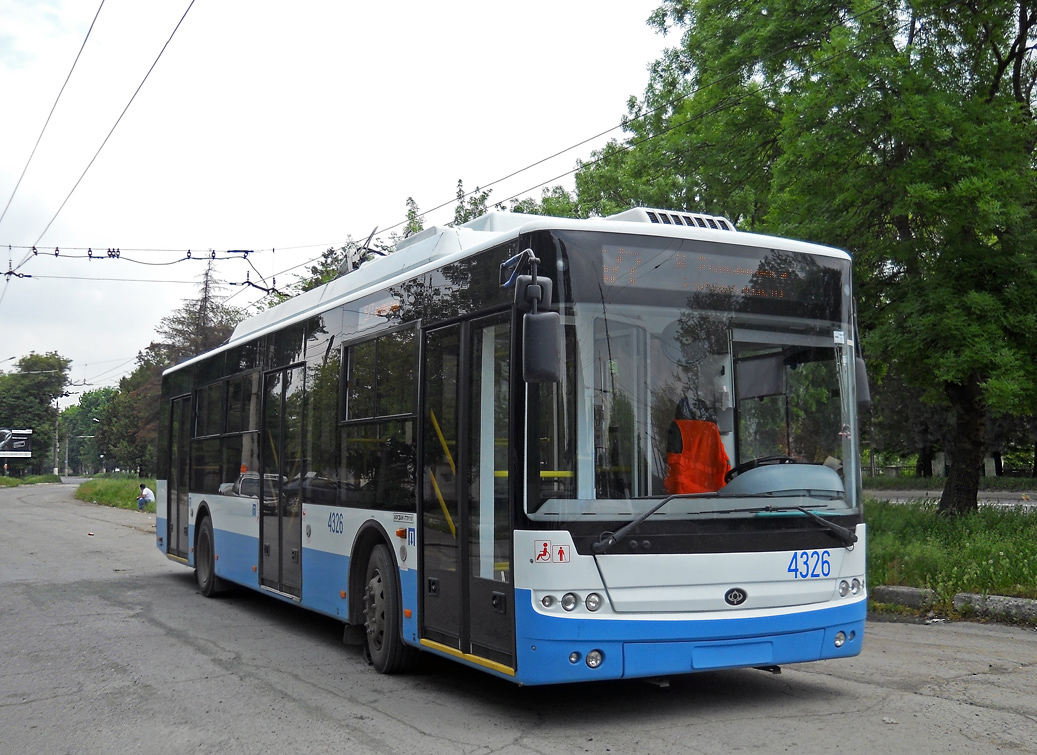
從辛菲羅波爾運行到雅爾塔的克里米亞無軌電車
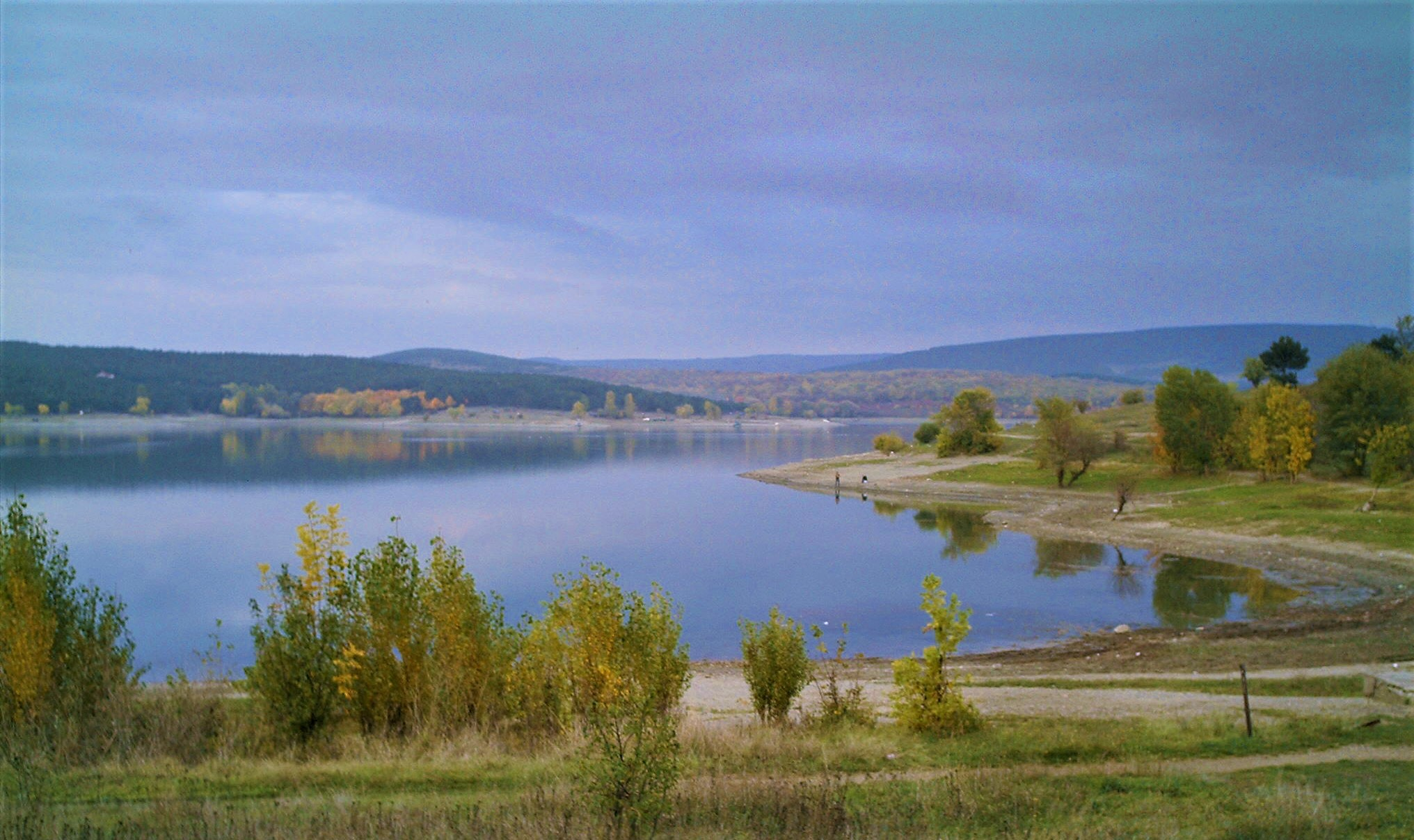
辛菲羅波爾水庫提供乾淨飲用水給城市
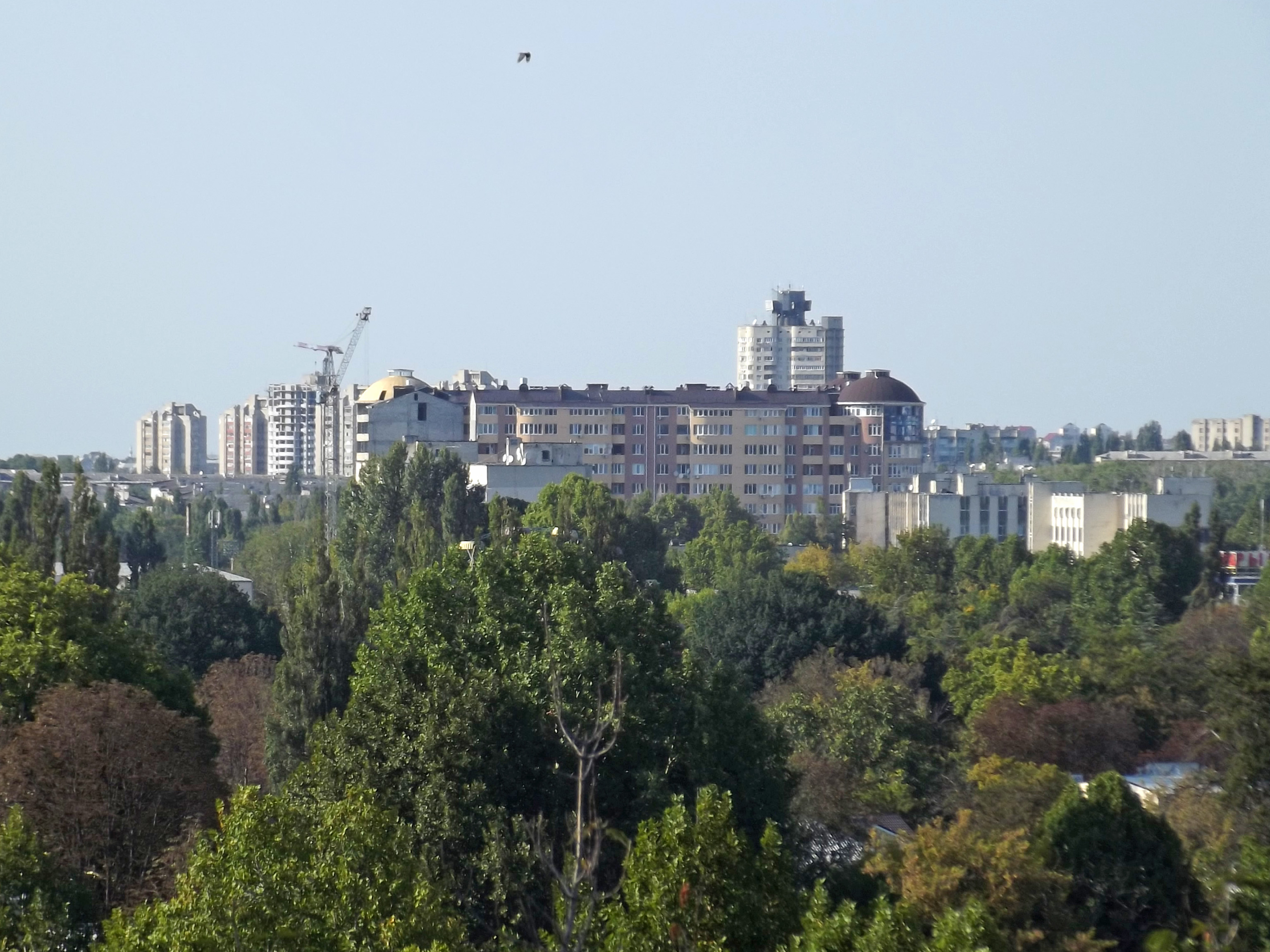
市建物
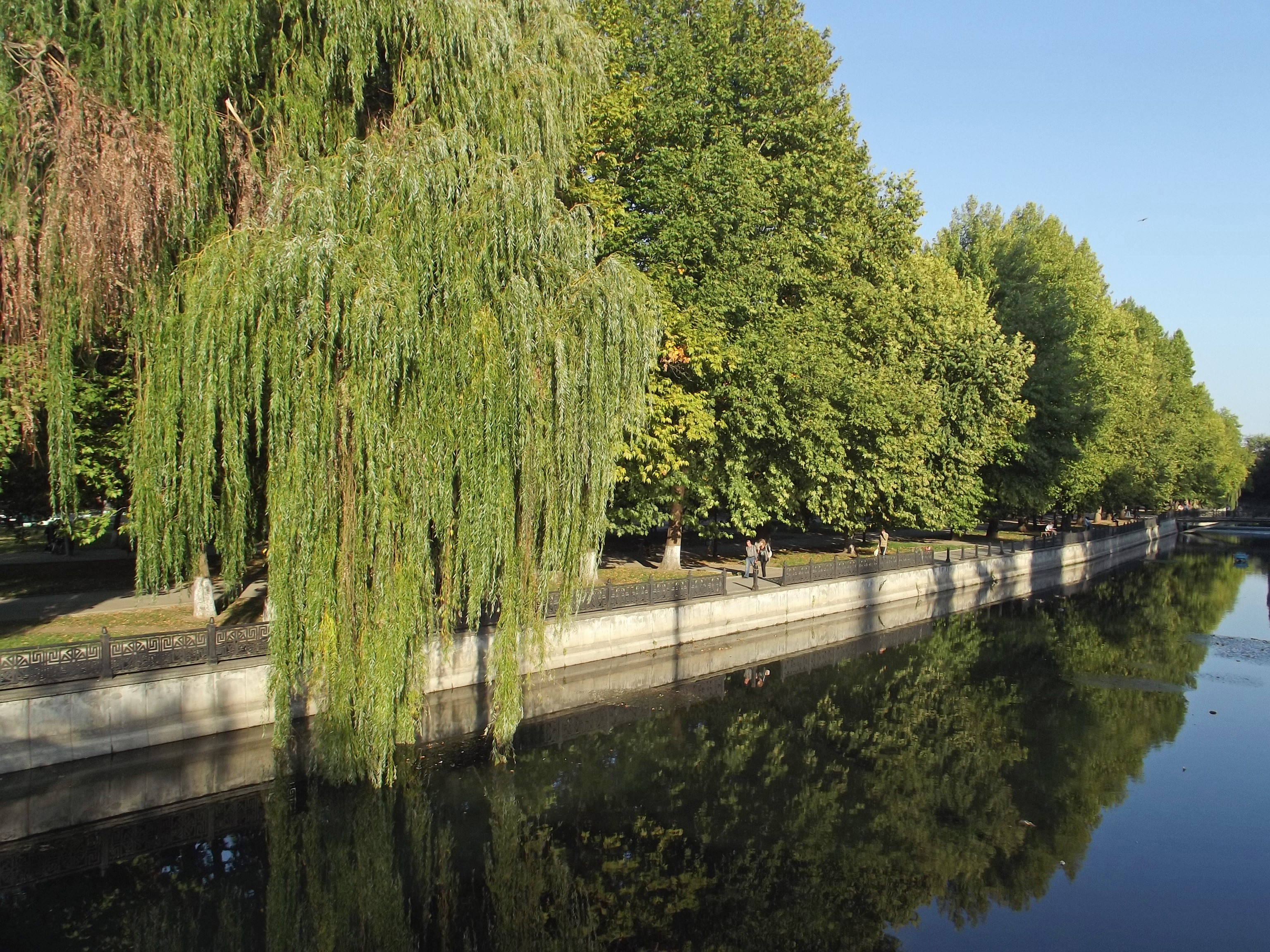
河
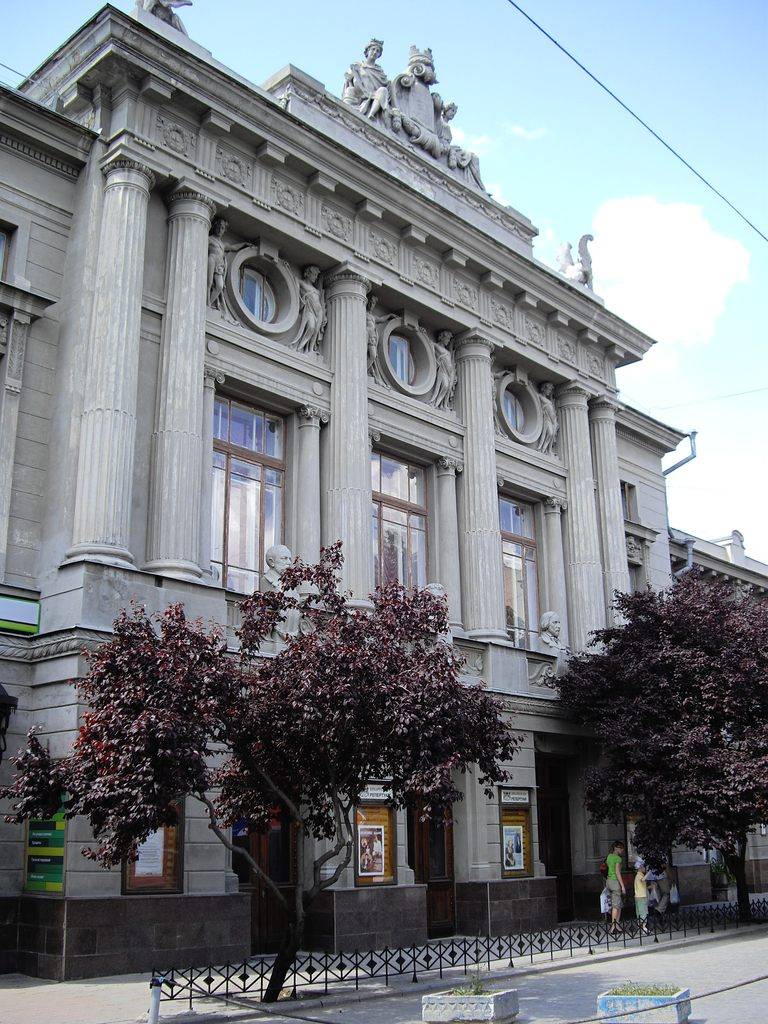
俄羅斯戲劇院
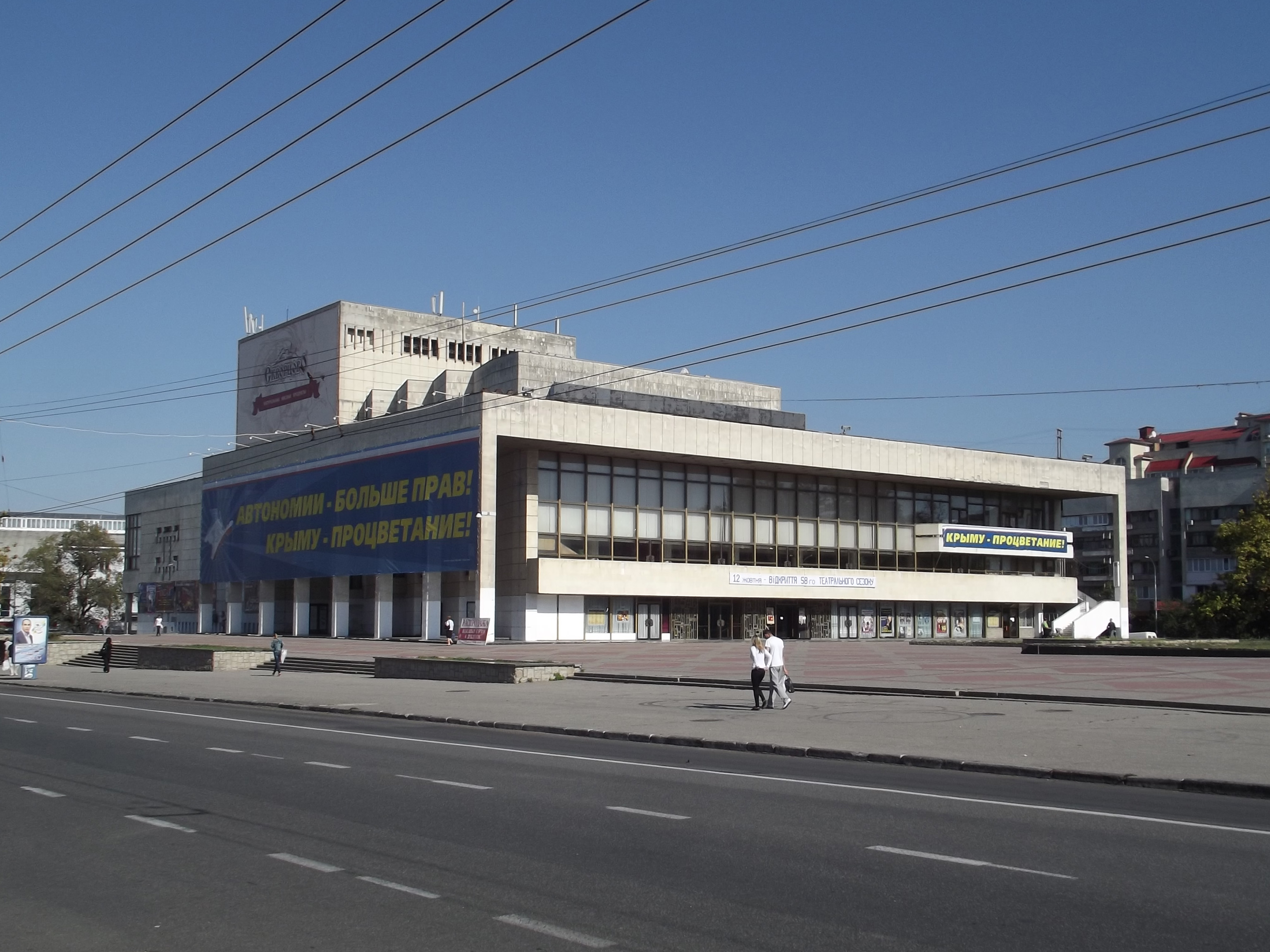
烏克蘭音樂戲劇院
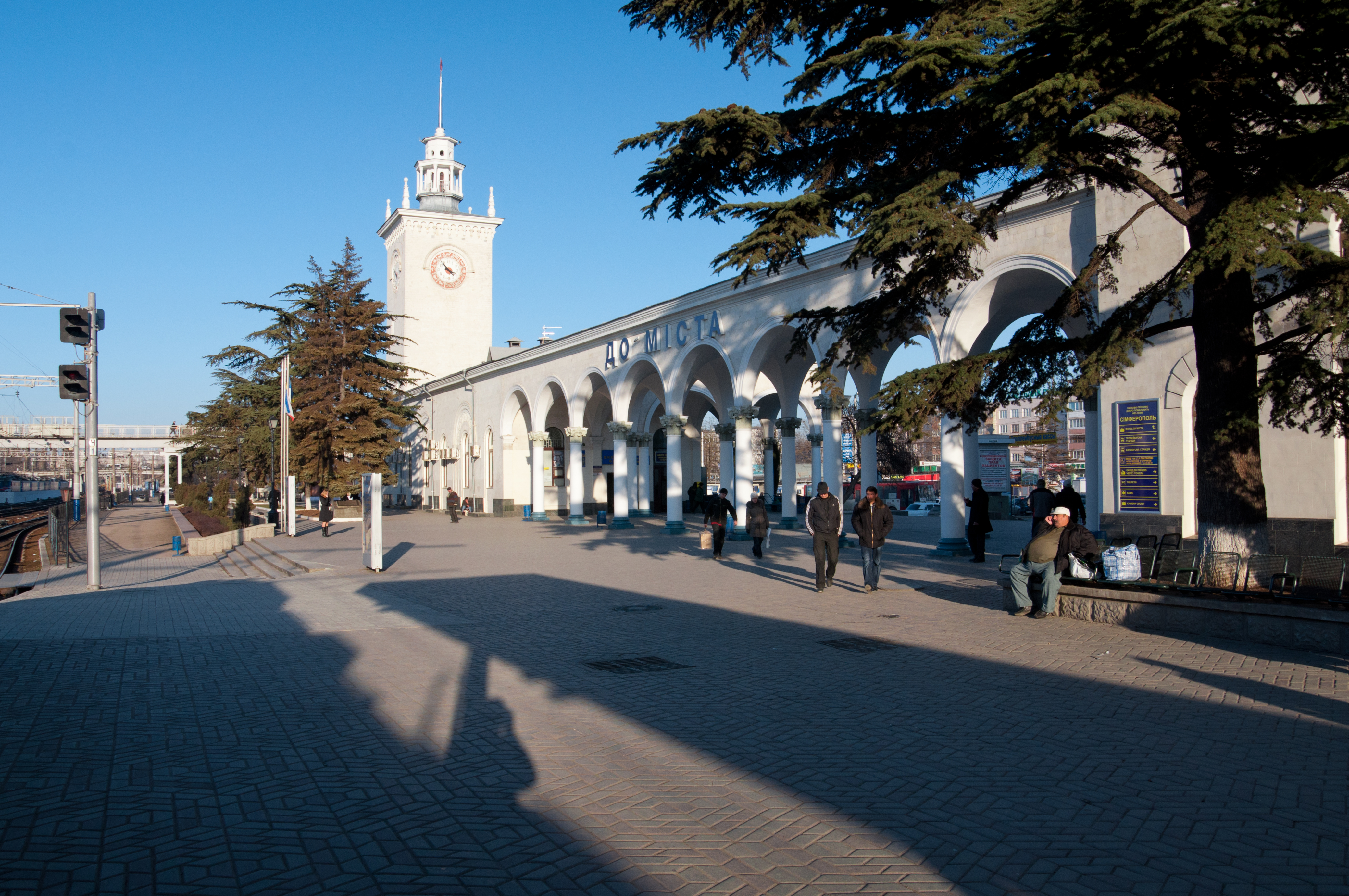
辛菲羅波爾車站
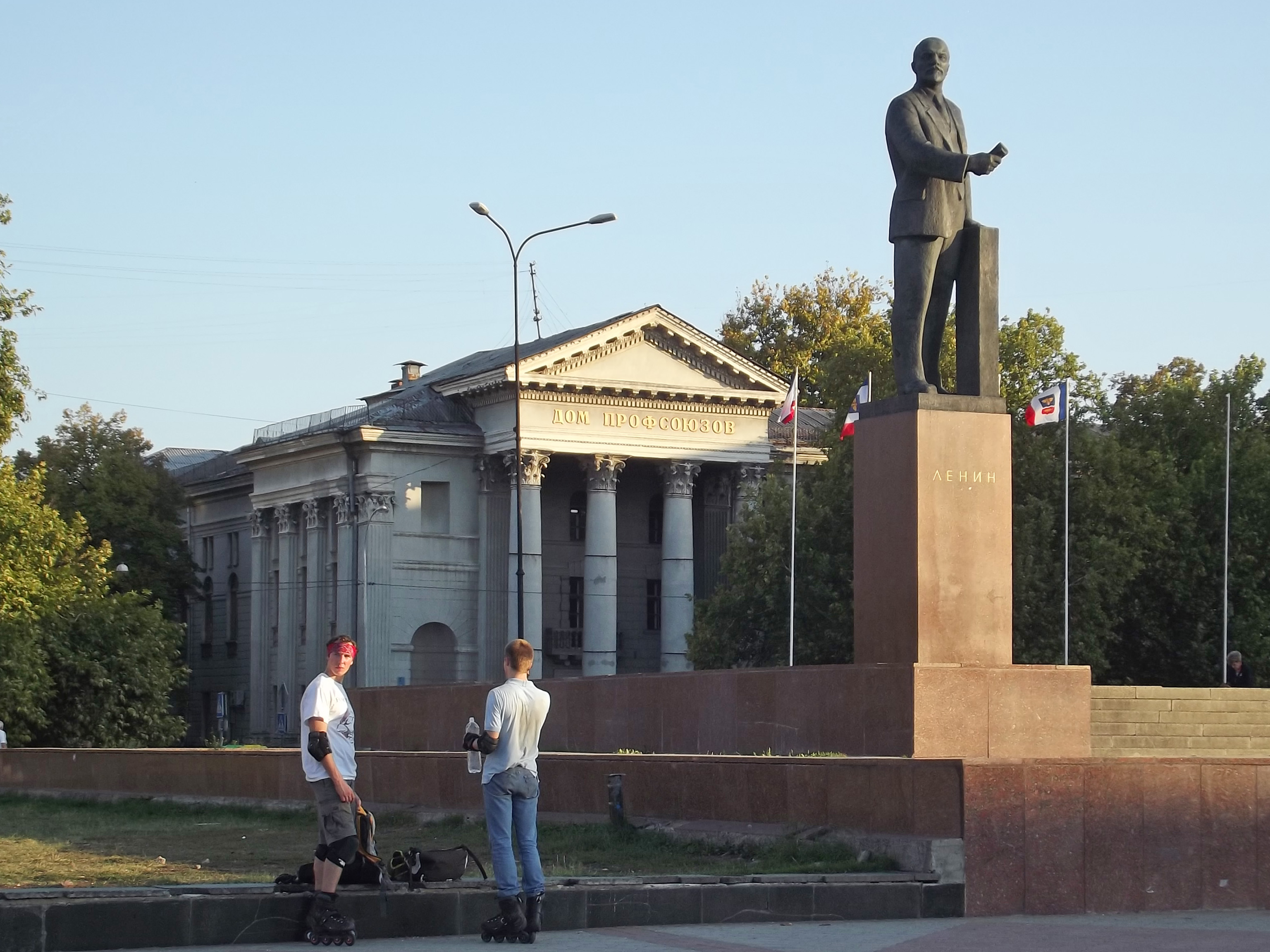
列寧紀念碑
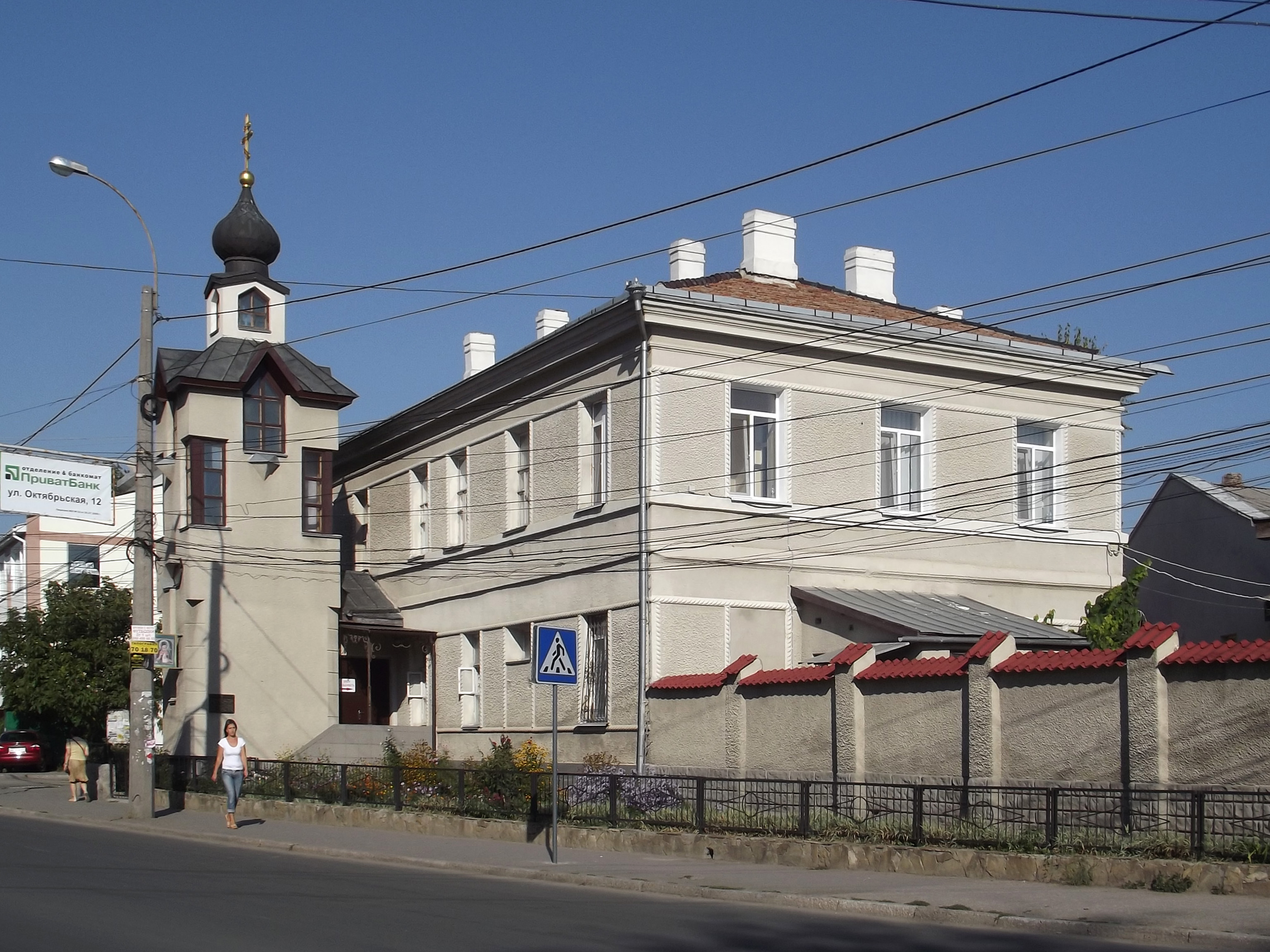
聖路加教堂和博物館
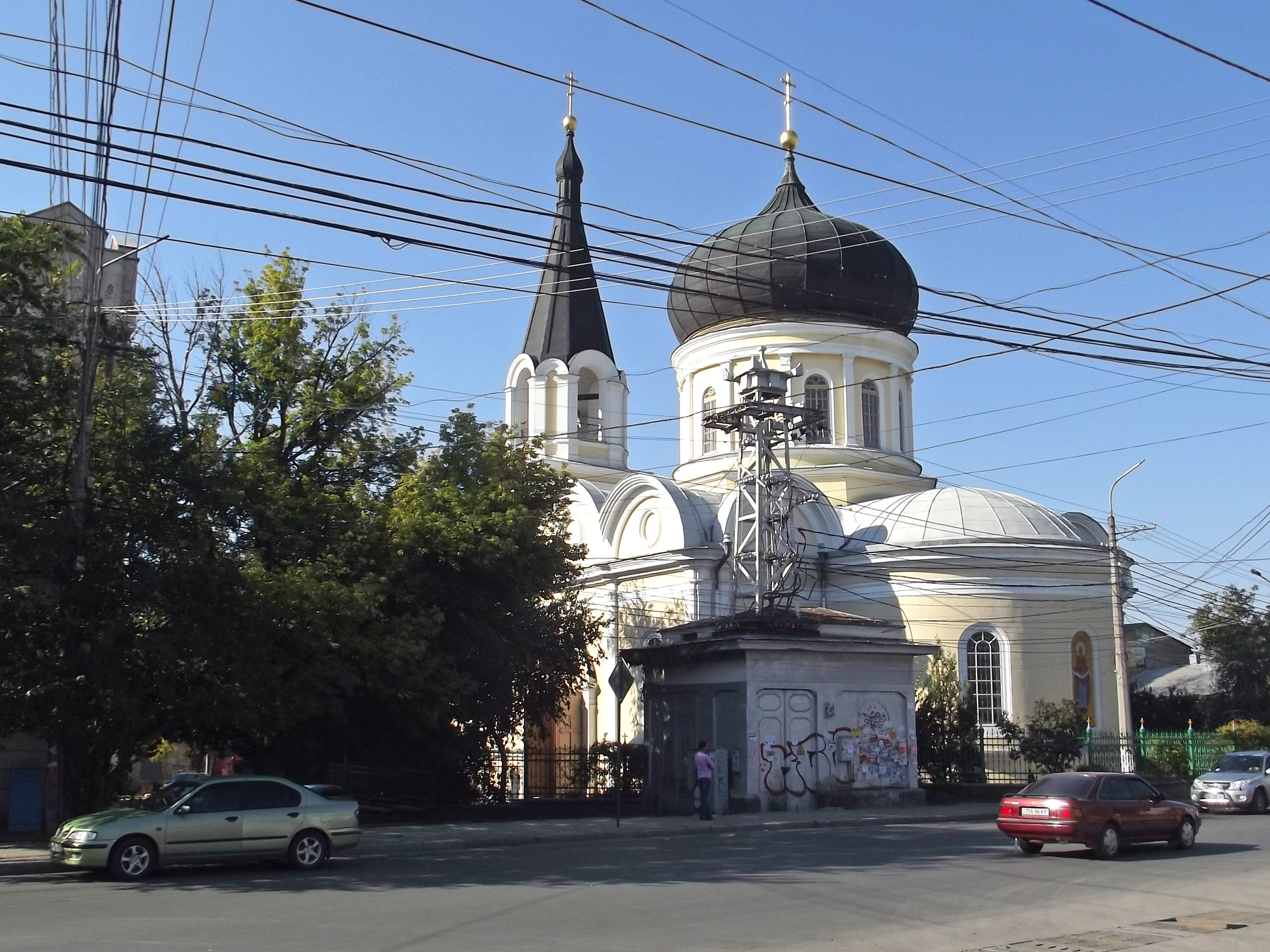
彼得和保羅大教堂
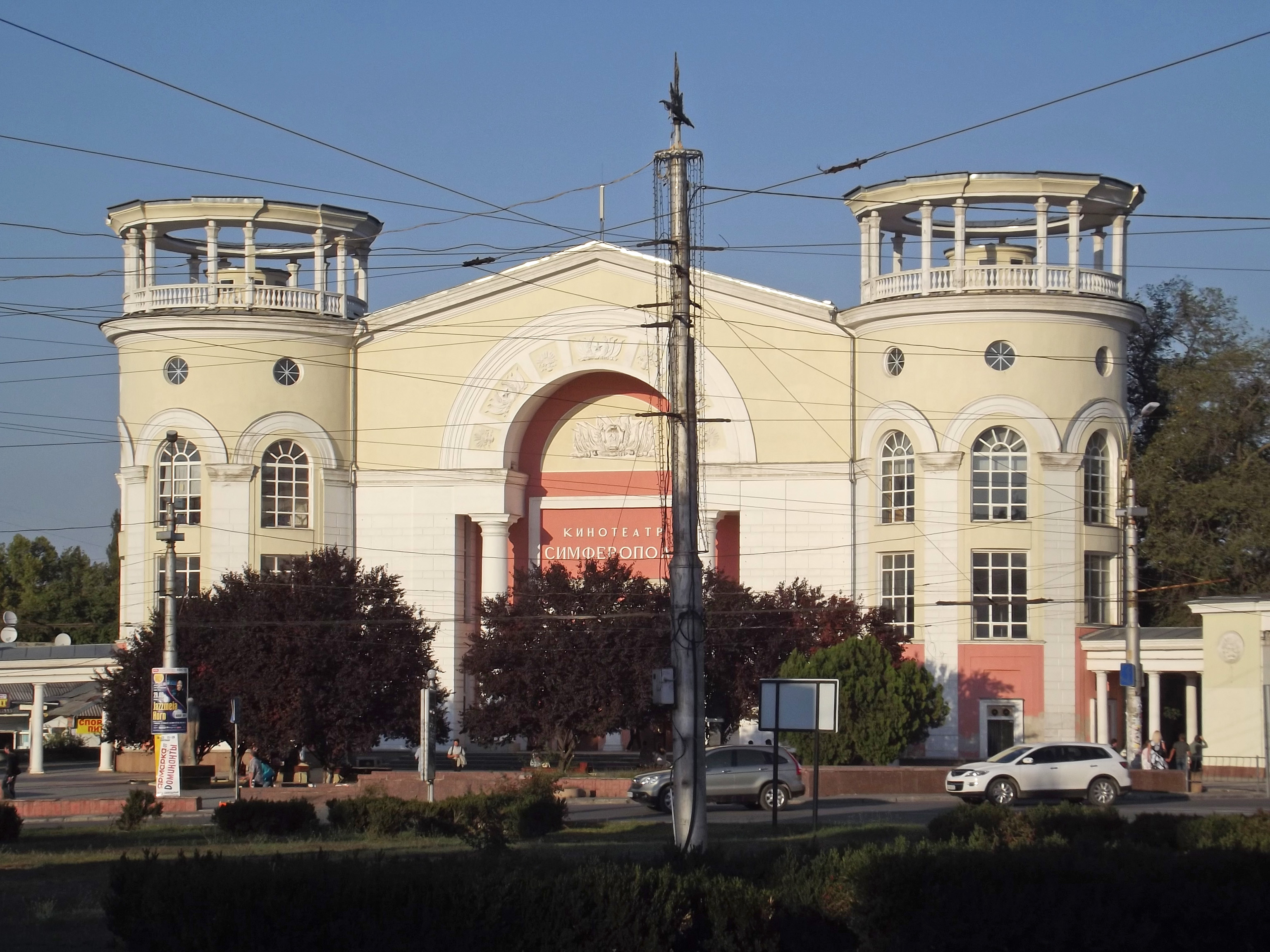
電影院
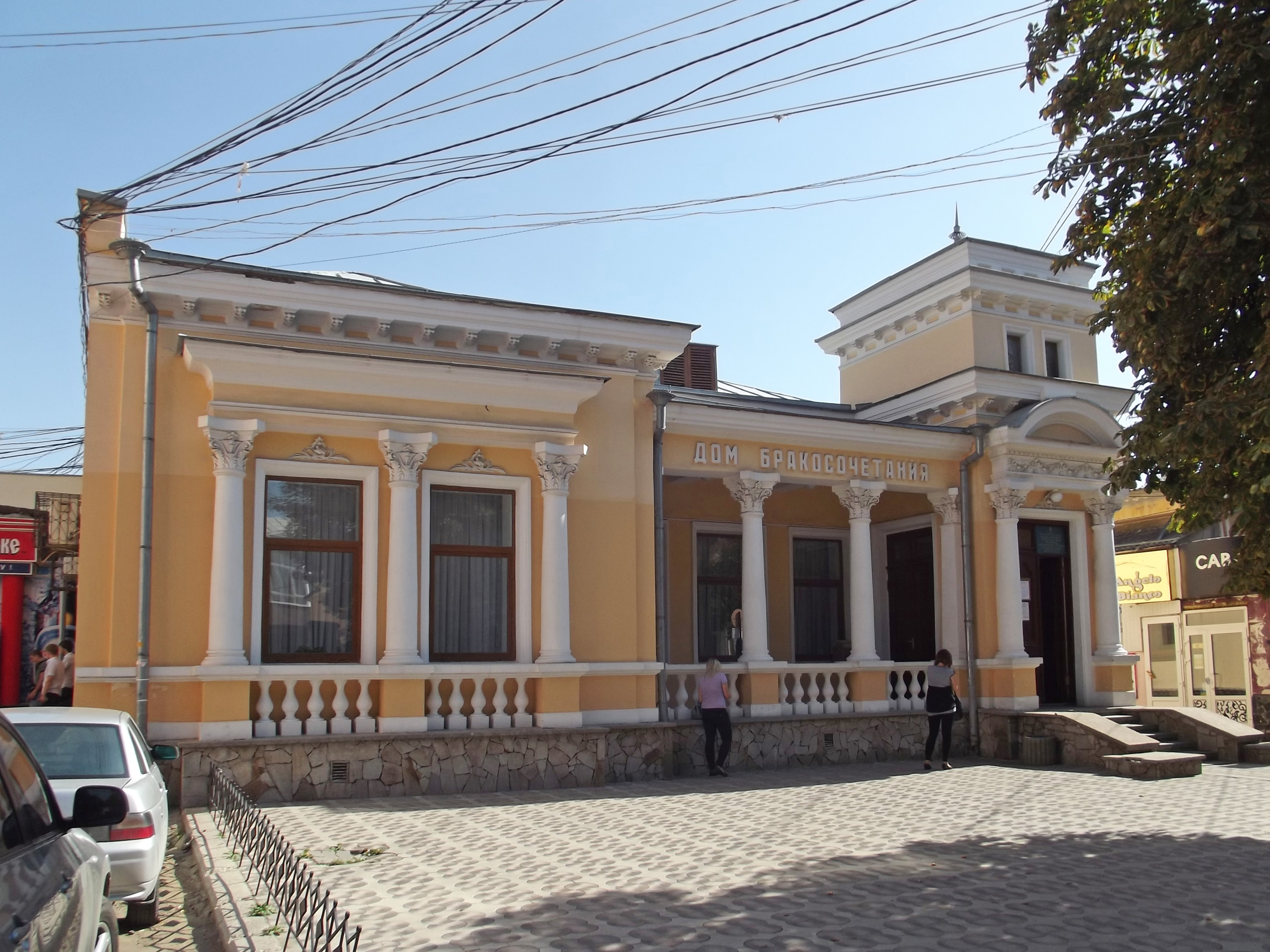
婚禮宮
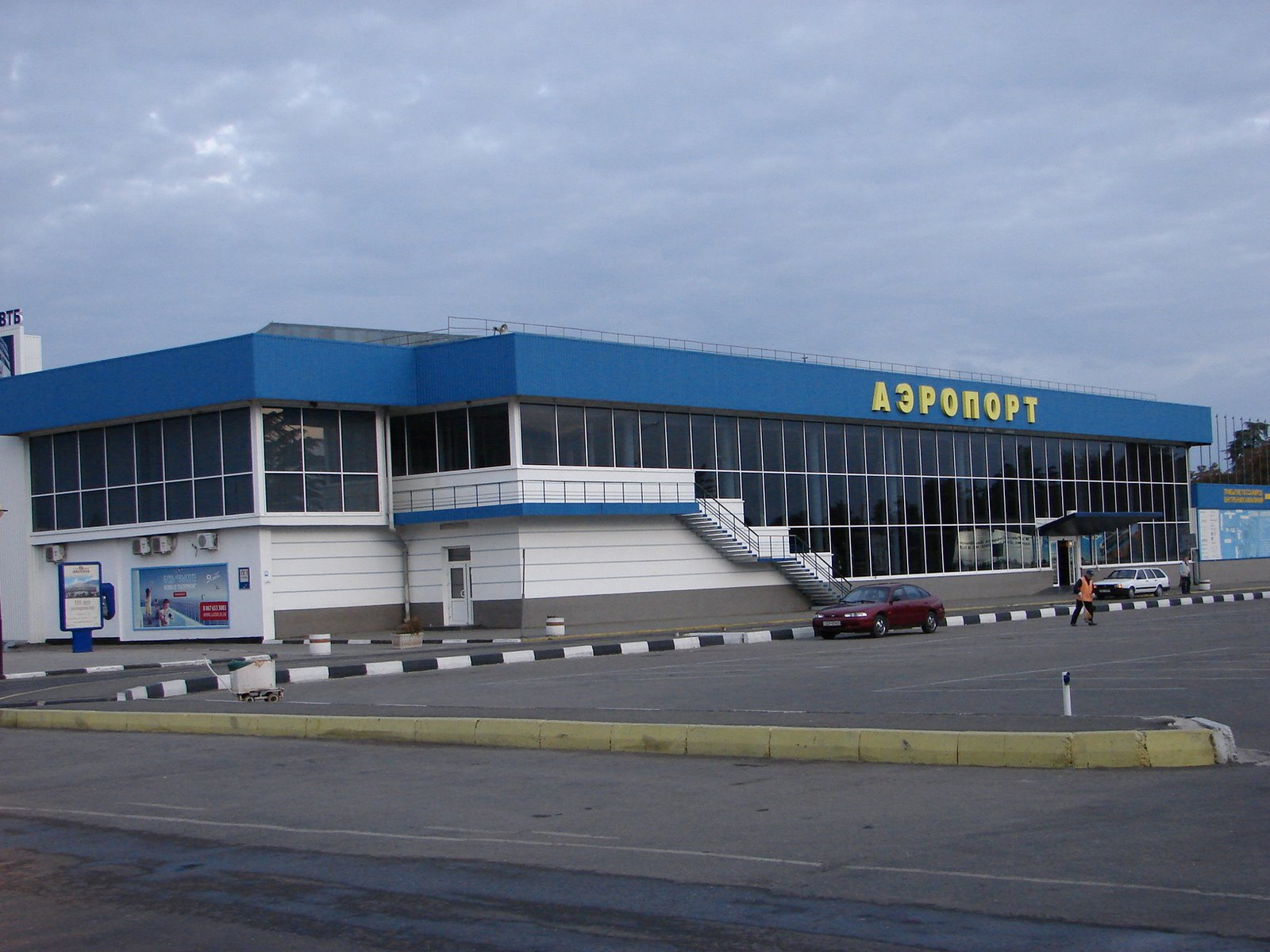
辛菲羅波爾國際機場

## 名人
- 阿道夫·越飞：俄国革命家、布尔什维克政治家、苏联外交家
- 尤里·马宁：数学家
- 謝爾蓋·梅爾格良：数学家
- 谢尔盖·卡尔亚金：国际象棋特级大师

## 友好城市
辛菲洛普與下列城市為友好城市：
- 匈牙利凱奇凱梅特
- 保加利亞魯塞
- 美國撒冷
- 土耳其布爾薩
- 土耳其埃斯基謝希爾
- 德國海德堡